# Carlo Carrà

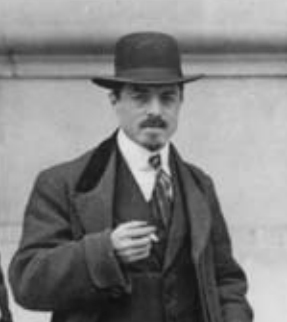
Carlo Carrà i Paris, 1912.

Carlo Carrà, född den 11 februari 1881 i Quargnento, Italien, död den 13 april 1966 i Milano, var en italiensk målare och ledande futurist.

## Biografi
Carrà var en av förgrundsfigurerna inom det moderna italienska måleriet och var en futurismens grundare 1910.
Omkring 1916 lämnade ha futurismen och blev tillsammans med Giorgio de Chirico den främste företrädaren för den italienska konstriktningen "la scuola metafisica" (den metafysiska skolan), som med sina märkliga drömbilder förebådade surrealismen. Hans kolorit är sprödare än Chiricos och visar på inflytande från Giotto och 1400-talets freskomåleri.
I början av 1920-talet övergick Carrà till ett formförenklat och monumentalt figurmåleri i klassicerande stil i vilken inflytandet från ungrenässansen dröjer kvar.
Carrà har illustrerat flera böcker, givit ut monografier över olika konstnärer och dessutom självbiografin La mia vita (Mitt liv).

## Verk i urval
- Begravningen av den anarkistiska Galli (1911)
- Det förtrollade rummet (1917)
- Den metafysiska musan (1917)
- Dotter till West (1919)
- Ingenjörens älskarinna (1921)